# Eugen Schuhmacher
Eugen Josef Robert Schuhmacher (* 4. August 1906 in Stuttgart; † 8. Januar 1973 in München) war ein Zoologe und Tierfilmpionier. Neben Heinz Sielmann und Bernhard Grzimek zählt er zu den prominentesten  Tierfilmern Deutschlands. Bereits 1952 machte er das Kinopublikum mit seinem Film Natur in Gefahr auf die Zerstörung der Tierwelt durch den Menschen aufmerksam. Sein Film Die letzten Paradiese zählt zu den Meisterwerken des Natur- und Tierfilms.

## Werdegang
Schuhmachers filmisches Schaffen begann mit Kurz- und Lehrfilmen, die er seit den 1930er Jahren in Südamerika, aber auch über die heimische Tierwelt drehte. In den folgenden 40 Jahren schuf er Kinodokumentationen, die unter anderem bei den Internationalen Filmfestspielen in Cannes und Venedig ausgezeichnet wurden. Schuhmachers Dokumentation Im Schatten des Karakorum über die Kultur und Tierwelt des Himalaya lief 1955 auf der Berlinale im Wettbewerb und erhielt den Bundesfilmpreis (Filmband in Gold) in der Kategorie Herausragender Kulturfilm.
Ab 1958 wurden 37 Folgen der TV-Reihe Auf den Spuren seltener Tiere gedreht, die von 1964 bis 1972 erfolgreich in den 3. Fernsehprogrammen der ARD liefen.
Am 8. Januar 1973 starb Eugen Schuhmacher im Alter von 66 Jahren an Krebs. Er wurde auf dem Waldfriedhof Grünwald beigesetzt.
Den Erfolg seines letzten Filmes Europas Paradiese erlebte er nicht mehr. Für diesen Film war er zwei Jahre unterwegs und filmte u. a. Meeresvögel auf der Hallig Norderoog, den Iberienadler im Nationalpark Coto de Doñana in Spanien, Wisente im Białowieża-Nationalpark zwischen Polen und Weißrussland und die letzte asiatische Population des Waldrapps in Birecik (Türkei).
2001 zeigte das 16. Internationale Dokumentarfilmfestival München in der Reihe Das Tier im Blick eine Werkschau seiner Filme.

## Pionierarbeit für den Weltnaturschutz
Im Frühjahr 1959 begannen die Dreharbeiten zu Die letzten Paradiese, einer Auftragsarbeit der IUCN. Dieser Film gehört zu den längsten und ambitioniertesten Projekten im Bereich Tierfilm. Sieben Jahre waren Schuhmacher und sein Kameramann Helmuth Barth in über 60 Ländern unterwegs, um die damals am stärksten gefährdeten Tierarten der Welt zu filmen. Herausgekommen ist ein alarmierender Report über die Bedrohung der Tierwelt und ihrer Lebensräume, der vor allem durch einmalige Aufnahmen besticht. Die Produktionskosten beliefen sich auf über eine Million DM. Am 28. Februar 1967 kam der Film in die deutschen Kinos und wurde sowohl beim Publikum als auch bei der Kritik begeistert aufgenommen. Das gleichnamige Buch war ebenfalls ein Welterfolg.

## Werke

### Filme

#### Kurz- und Lehrfilme
- 1933: Zu den Gran-Chaco-Indianern
- 1933: Land und Tiere im Gran Chaco
- 1935: Technik schafft Vogelparadies
- 1937: Unter Säblern und Seeschwalben
- 1940: Nur ein Tümpel. Kamerajagd im unberührten Naturschutzgebiet
- 1941: Der Weiberschreck
- 1941: Untermieter
- 1942: Salmo, die Forelle
- 1942: Gefiederte Baumeister
- 1942: Nesthocker-Nestflüchter
- 1943: Vorsicht Kreuzottern
- 1943: Netz aus Seide
- 1943: Kleine Wintergäste
- 1944: Im Reich der Wichtelmännchen
- 1944: Antilopen der Berge
- 1945: Schnurf, die Igelin
- 1949: Kleine Nachtgespenster
- 1950: Gefiederte Gäste am Rand der Stadt
- 1951: Graue Zeugen aus dem Mittelalter
- 1951: Der gelbe Dom
- 1952: Heimlichkeiten im Moor
- 1953: Vogelleben im Pazifik
- 1953: Weiße Schätze im tropischen Land
- 1955: Im Land der Hunzas
- 1956: Der Wappenvogel
- 1956: Aus dem Bilderbuch der Natur
- 1957: Schatzkammer der Natur
- 1959: Die Kreuzspinne
- 1960: Steinzeitmenschen in Neuguinea
- 1964: Der Vogel mit dem Leierschwanz

#### Langfilme
- 1939: Tiergarten Südamerika (alternativ: Tierparadies Südamerika) (sein erster Kinofilm)
- 1940: Indianer (nur Kamera, Regie: Ernst R. Müller und Gerd Philipp)
- 1952: Natur in Gefahr
- 1953: Unterwegs nach Feuerland
- 1953: Auf den Spuren der Inkas
- 1953: Kapuziner-Mission in Chile
- 1955: Im Schatten des Karakorum
- 1958: Kanada – Land der schwarzen Bären
- 1960: Geisterland der Südsee
- 1960: Mission im Papua-Land
- 1966: Alaska – Wildnis am Rande der Welt (Co-Regie: Freimut Kalden)
- 1967: Die letzten Paradiese
- 1970: Europas Paradiese

### Fernsehen
- 1964–1972: Auf den Spuren seltener Tiere (37 Folgen)

### Bücher
- 1936: Unter Säbelschnäblern und Seeschwalben - Beobachtungen und Natururkunden aus der Vogelwelt der deutschen Nordseeküste, Hugo Bermühler Verlag
- 1937: Das Federwild des deutschen Jägers - Ein Lehrbuch zur Vorbereitung für Jägerprüfungen. Ein Handbuch für die Praxis, Verlag von J. Neumann
- 1940: Nur ein Tümpel. Kamerajagd im unberührten Naturschutzgebiet. Fotofreund-Schriftenreihe Band 5. Elsner Vlgsgesellschaft. Berlin. Wien. Leipzig. (mit Anton Kutter)
- 1951: Schnurf, die Igelin und andere ergötzliche Tiergeschichten, F.Bruckmann
- 1951: Meine Filmtiere, F. Bruckmann
- 1958: Der Berg lebt - Bergtiere in den Alpen, Anden, Rocky Mountains und im Himalaya-Karakorum, F. Bruckmann
- 1958: Hundert Tage in den Rocky Mountains (mit Paul und Veronika Eipper), R.Piper & Co Verlag, München
- 1966: Die letzten Paradiese - Auf den Spuren seltener Tiere, Bertelsmann GmbH Gütersloh
- 1970: Ich filmte 1000 Tiere - Erlebnisse auf allen Kontinenten, Ullstein Verlag Berlin - Frankfurt/M - Wien, ISBN 3-550-06563-9
- 1970: Auf den Spuren vieler Tiere. Geschichten, die ich immer wieder lese. Kindler, München
- 1970: Alaska: Vast Land on the Edge of the Arctic (mit Heinrich Gohl), Kümmerly & Frey Geographical Publishers, Bern, Schweiz
- 1972: Europas Paradiese - Letzte Chance eines gefährdeten Kontinents, Bertelsmann GmbH Gütersloh, ISBN 3-570-04536-6
- 1973: Bedrohte Tierwelt - 7 Jahre Filmarbeit auf allen Kontinenten, Penny Verlag, Neu-Isenburg

## Auszeichnungen
- 1950: Kleine Nachtgespenster: Bundesfilmpreis Festspiele Berlin (Wanderpreis Festspiele Berlin)
- 1951: Gefiederte Gäste am Rand der Stadt: 2. Preis Festspiele Cannes
- 1952: Graue Zeugen aus dem Mittelalter: 1. Preis Festspiele Venedig
- 1951: Der gelbe Dom: 1. Preis Festspiele Cannes
- 1955: Im Schatten des Karakorum: Bundesfilmpreis Filmband in Gold
- 1958: Kanada – Land der Schwarzen Bären: Silberne Alpenrose Festspiele Trient
- 1960: Geisterland der Südsee: Goldener Neptun Festspiele Trient
- 1966: Alaska – Wildnis am Rande der Welt: Großer Preis, Festspiele Trient
- 1967: Die letzten Paradiese: Goldener Neptun, Festspiele Trient
- 1971: Cherry Kearton Medal and Award der Royal Geographical Society

## Sonstiges
Seine erste Kamera – eine „Bell and Howell-Handkamera“, Modell Eyemo – erwarb Schuhmacher 1931. 1932 heiratete er Maria Eder. 1934 wurde die Tochter Annemarie geboren, die später Editorin seiner Filme wurde. 1955 wurde er Mitarbeiter beim Bayerischen Rundfunk und produzierte über 100 Sendungen.